# Коппенберг
Коппенберг (нидерл. Koppenberg) — холм высотой 78 метров, расположенный в бельгийской провинции Восточная Фландрия. На его склонах находится Коппенбергбос — охраняемый лесной массив площадью 29 гектаров. Холм известен как часть трассы нескольких велоспортивных соревнований, включая Коппенбергкросc и Тур Фландрии.

## Велоспорт
Коппенберг до 2015 года 25 раз включался в маршрут классической велогонки Тур Фландрии. Он считается одним из самых сложных подъёмов этого однодневного соревнования. На дистанции 600 метров велосипедистам необходимо преодолеть перепад высот в 64 метра при среднем уклоне 11,6 % и максимальном — 22 %, при этом дорога вымощена брусчаткой. В дождливую погоду подъём становится особенно трудным, а падения — частым явлением. В 1987 году датский велогонщик Еспер Скибби упал после столкновения с автомобилем жюри. После гонки 1987 года Коппенберг исключили из маршрута, но в 2002 году вернули. По данным организаторов Тура Фландрии, на склонах холма могут разместиться до 2500 зрителей.
В ноябре 2006 года организаторы объявили, что Коппенберг не войдёт в маршрут гонки 2007 года, чтобы избежать повторения ситуации 2006-го, когда большинство гонщиков не смогли проехать подъём и были вынуждены идти пешком из-за падений и заторов. После ремонта дороги подъём вновь включили в маршрут с 2008 года.
Другим известным соревнованием на Коппенберге является Коппенбергкросc — ежегодный циклокросс, проводимый 1 ноября в рамках X²O Badkamers Trofee (ранее GvA Trofee).